# Aichi D3A
Aichi D3A (Wzór 99) (jap. 九九式艦上爆撃機 kyūkyū-shiki kanjō bakugekiki; alianckie oznaczenie kodowe Val) – dwumiejscowy japoński pokładowy bombowiec nurkujący (typu 99) z okresu drugiej wojny światowej; był to jeden z dwóch bombowców nurkujących użytkowanych przez państwa Osi.
Jego konstrukcja była wzorowana na niemieckim samolocie kurierskim Heinkel He 70. Prototyp, początkowo oznaczany AM-17, zbudowano w grudniu 1937 roku. Pierwszy lot, już pod nazwą D3A1, odbył w styczniu 1938 roku. Samoloty seryjne D3A1 Model 11 produkowane od grudnia 1939 roku miały mniejszą rozpiętość skrzydeł (z 14,5 na 14,37 m), inną osłonę kabiny i silnik o większej mocy (MK8D Kinsei 43, moc startowa 735 kW/1000 KM, 794 kW/1080 KM na wysokości 2000 m). Dla poprawy stateczności dodano płetwę przed statecznikiem pionowym. Z powodów ekonomicznych zastosowano stałe podwozie.
W czerwcu 1942 roku samolot unowocześniono, zwiększając moc silnika (MK8E Kinsei 54 o mocy startowej 956 kW/1300 KM, 809 kW/1100 KM na wysokości 6200 m); tak zmodyfikowany samolot nosił oznaczenie D3A2 Model 12. Do produkcji seryjnej od sierpnia 1942 trafiła wersja D3A2 Model 22 z powiększonymi zbiornikami paliwa. Zbudowano 470 seryjnych D3A1 i 815 D3A2 w zakładach Aichi Kōkūki KK oraz 201 D3A2 w zakładach Shōwa Hikōki Kōgyō KK. Razem z prototypami powstało łącznie 1495 samolotów tego typu. Samolot zwrotnością dorównywał myśliwcom, toteż często używano go do zwalczania wrogich bombowców. Używano ich jeszcze w 1944 roku, choć samoloty te były już wtedy mocno przestarzałe. Niektóre egzemplarze przebudowano na wersję szkolną D3A2-K.
Samoloty tego typu przenosiły przeciwpancerne bomby o masie 250 kg, bądź bomby ogólnego przeznaczenia (high-explosive) o wadze 242 kilogramów

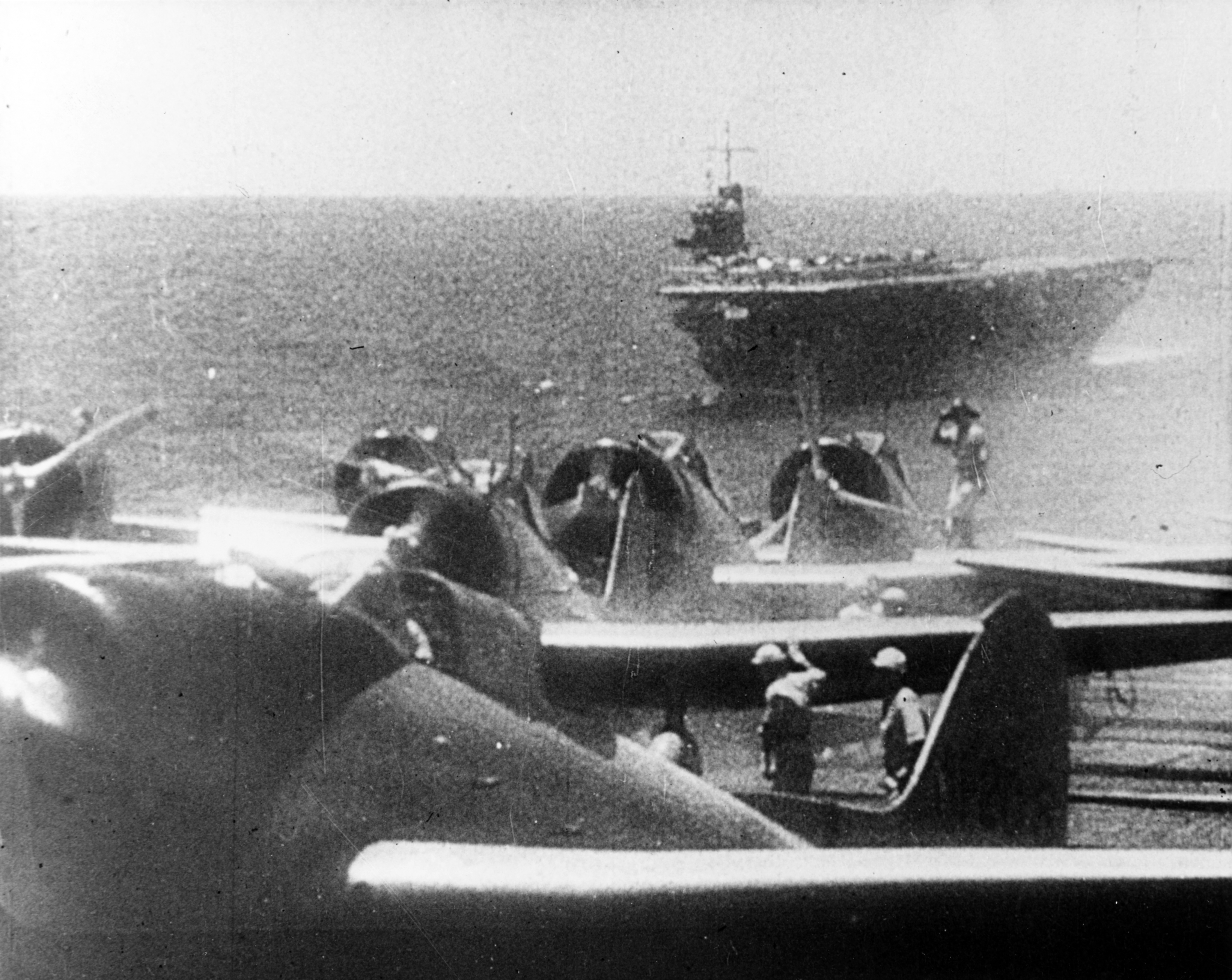
D3A przygotowują się do startu do ataku na Pearl Harbor
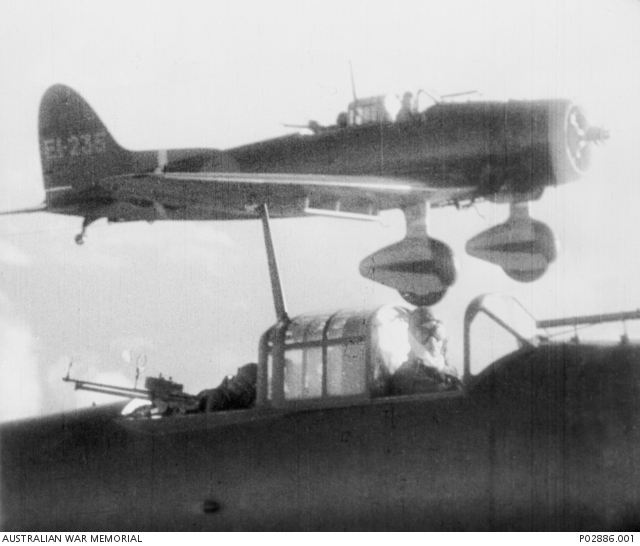
D3A z „Shōkaku” wracają na lotniskowiec po ataku na USS „Enterprise” podczas bitwy koło wschodnich Wysp Salomona
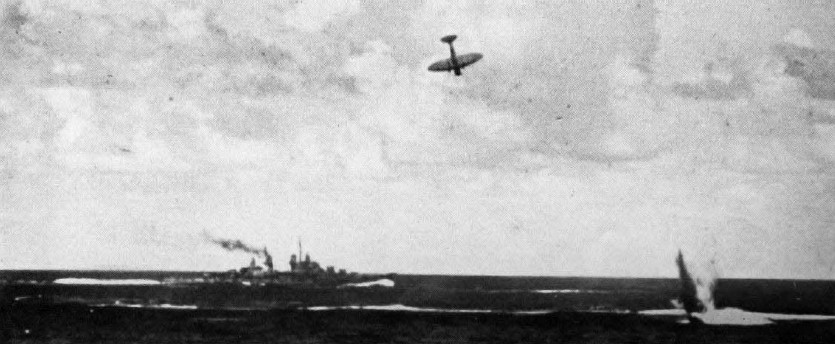
D3A spadający koło krążownika USS „San Diego” podczas bitwy koło wysp Santa Cruz
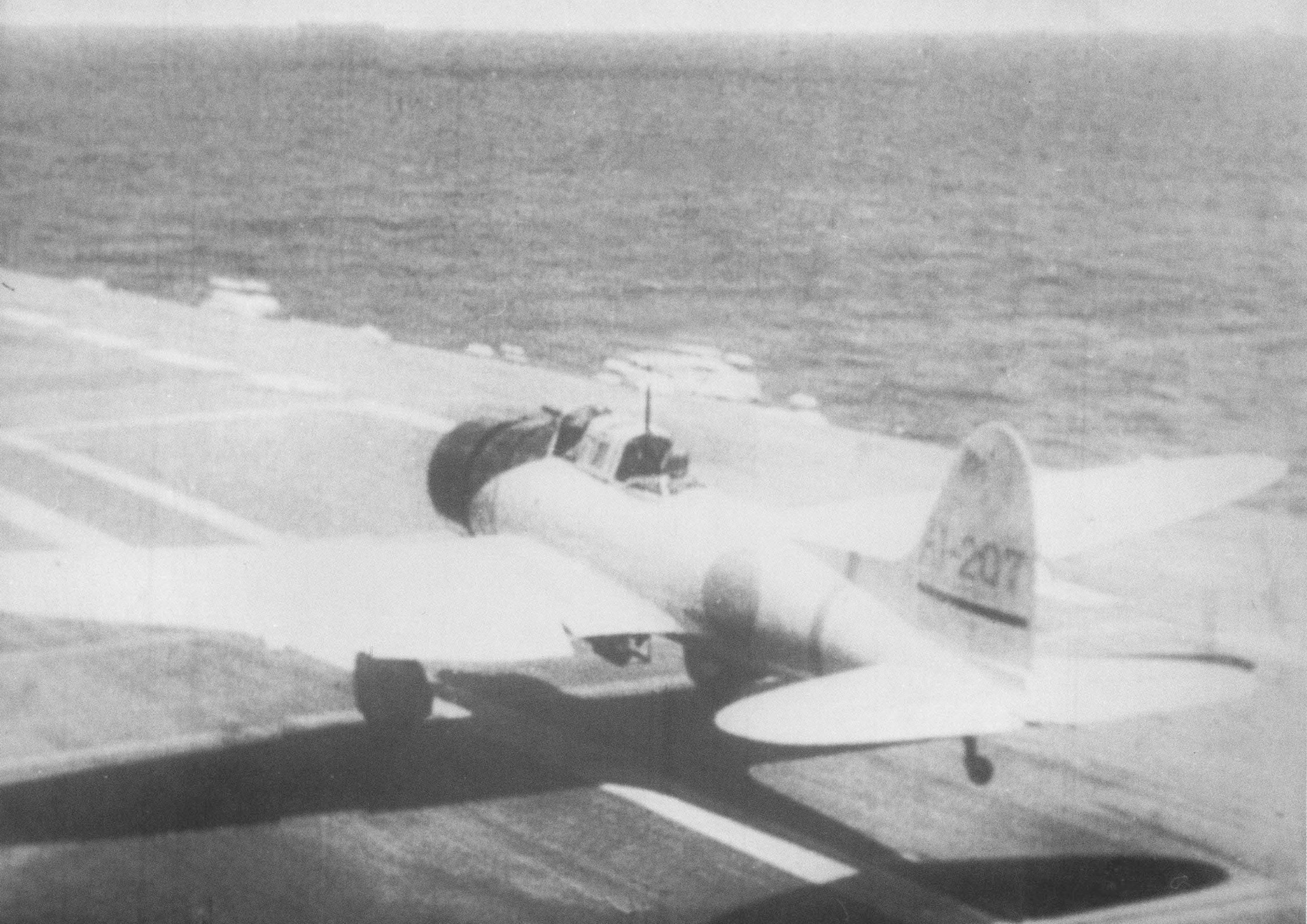
D3A startujący z lotniskowca „Akagi” podczas rajdu na Ocean Indyjski